# مونراگالا
مونراگالا (به لاتین: Moneragala Divisional Secretariat) یک منطقهٔ مسکونی در سری‌لانکا است که در ناحیه موناراگالا واقع شده‌است.